# Ralph Richardson
Pour les articles homonymes, voir Richardson.
 (août 2023).
Sir Ralph Richardson, né le 19 décembre 1902 à Cheltenham et mort le 10 octobre 1983 à Marylebone, est un acteur britannique.
Il a été fait chevalier en 1947.

## Filmographie partielle

### Comme acteur
- 1933 : Le Fantôme vivant de T. Hayes Hunter (Nigel Hartley, le pasteur)
- 1933 : Vendredi 13 (Friday the 13th) de Victor Saville
- 1934 : The Return of Bulldog Drummond de Walter Summers
- 1934 : Java Head de J. Walter Ruben
- 1934 : The King of Paris de Jack Raymond
- 1935 : Bulldog Jack de Walter Forde
- 1936 : Les Mondes futurs de William Cameron Menzies (Rudolph - The Boss)
- 1936 : The Man who Could Work Miracles de Lothar Mendes
- 1938 : South Riding de Victor Saville
- 1938 : The Divorce of Lady X de Tim Whelan
- 1938 : La Citadelle de King Vidor : (Denny)
- 1939 : Les Quatre Plumes blanches de Zoltan Korda : (capitaine John Durrance)

- 1939 : The Lion has Wings

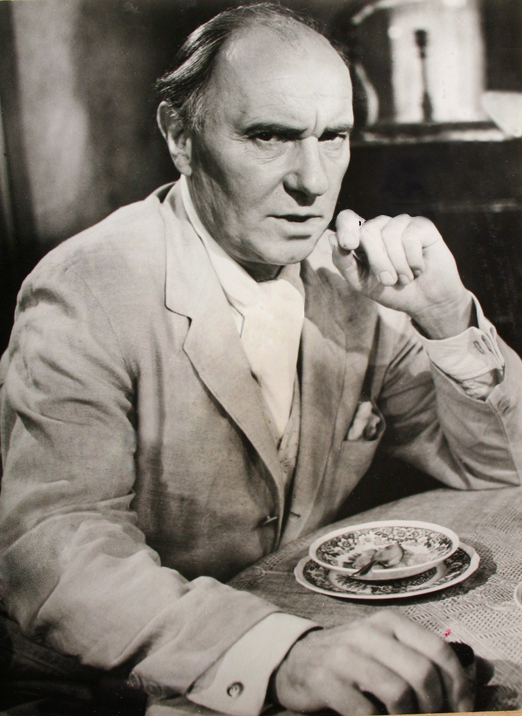
Dans Long voyage vers la nuit (1962).

- 1939 : On the Night of the Fire de Brian Desmond Hurst
- 1942 : Riposte à Narvik (The Day Will Dawn) de Harold French
- 1942 : The Silver Fleet de Vernon Sewell
- 1943 : The Volunteer de Michael Powell et Emeric Pressburger
- 1946 : School for Secrets de Peter Ustinov
- 1948 : Anna Karénine de Julien Duvivier : (Alexis Karénine)
- 1948 : Première Désillusion de Carol Reed : (Baines)
- 1949 : L'Héritière de William Wyler : (Dr Austin Sloper)
- 1951 : Le Banni des îles de Carol Reed : (Capitaine Tom Lingard)
- 1952 : Home at Seven de Ralph Richardson
- 1952 : Le Mur du son de David Lean : (John Ridgefield)
- 1952 : The Holly and the Ivy de George More O'Ferrall
- 1955 : Richard III de Laurence Olivier : (Henry Stafford, duc de Buckingham)
- 1956 : Smiley de Anthony Kimmins
- 1957 : L'Étranger amoureux (The Passionate Stranger) de Muriel Box
- 1959 : Notre agent à La Havane de Carol Reed (« C »)
- 1960 : Oscar Wilde de Gregory Ratoff : (Sir Edward Carson)
- 1960 : Exodus de Otto Preminger : (Général Sutherland)
- 1962 : Long Voyage vers la nuit (Long Day's Journey Into Night) de Sidney Lumet : (James Tyrone)
- 1962 : La Bataille des Thermopyles de Rudolph Maté : (Thémistocle d'Athènes)
- 1964 : La Femme de paille de Basil Dearden (Charles Richmond)
- 1965 : Falstaff (chroniqueur, voix off)
- 1965 : Le Docteur Jivago de David Lean : (Alexandre Gromeko)
- 1966 : Khartoum de Basil Dearden : (Gladstone)
- 1966 : Un mort en pleine forme de Bryan Forbes : (Joseph Finsbury)
- 1969 : Ah! Dieu que la guerre est jolie de Richard Attenborough : (Sir Edward Grey)
- 1969 : La Bataille d'Angleterre de Guy Hamilton (Sir David Kelly)
- 1969 : L'Ultime Garçonnière de Richard Lester : (Lord Fortnum d'Alamein)
- 1969 : The Midas Run de Alf Kjellin
- 1970 : Le Miroir aux espions (LeClerc)
- 1971 : Mais qui a tué tante Roo ? de Curtis Harrington : (M. Benton, le faux médium)
- 1972 : Histoires d'outre-tombe de Freddie Francis : (le gardien de la crypte)
- 1972 : Alice au pays des merveilles (La Chenille)
- 1972 : Eagle in a Cage de Fielder Cook
- 1972 : La Vie tumultueuse de Lady Caroline Lamb de Robert Bolt
- 1973 : A Doll's House de Patrick Garland
- 1973 : Le Meilleur des mondes possible de Lindsay Anderson : (Sir James Burgess / Monty)
- 1975 : Rollerball de Norman Jewison : (le bibliothécaire genevois)
- 1977 : Jésus de Nazareth (Siméon)
- 1978 : La Folle Escapade (Watership Down) (voix du Chef Lapin)
- 1981 : Le Dragon du lac de feu de Matthew Robbins (le vieux magicien, Ulrich de Craggenmoor)
- 1981 : Bandits, bandits de Terry Gilliam (l'Être Suprême)
- 1983 : Wagner, série télévisée de Tony Palmer : baron Karl Ludwig von der Pfordten
- 1984 : Greystoke, la légende de Tarzan de Hugh Hudson (sixième comte de Greystoke)
- 1984 : Rendez-vous à Broad Street (Give My Regards to Broad Street), de Paul McCartney : Jim

### Comme réalisateur
- 1952 : Home at Seven (en)

## Théâtre
- 1931 : Henri V dans Henri V de Shakespeare, The Old Vic
- 1938 : Othello dans Othello de Shakespeare, Old Vic
- 1952 : Prospero dans La Tempête de Shakespeare, Shakespeare memorial Theatre
- 1952 : Macbeth dans Macbeth de Shakespeare, Shakespeare memorial Theatre
- 1956 : Timon dans Timon d'Athènes de Shakespeare, The Old Vic
- 1964 : Shylock dans Le Marchand de Venise de Shakespeare, Brighton Royal Theatre

## Prix et distinctions
- Chevalier en 1947
- BAFTA du Meilleur Acteur Britannique pour Le Mur Du Son en 1953
- Prix d'interprétation masculine du Festival de Cannes pour Long Voyage vers la nuit en 1962
- Nomination à l'Oscar du meilleur acteur dans un second rôle pour Greystoke, la légende de Tarzan en 1984 (à titre posthume)

## Voix françaises
- Fernand Fabre dans :
  - La Femme de paille
  - Khartoum

et aussi :
- Marc Valbel dans Les Quatre Plumes blanches
- Lucien Bryonne dans Notre agent à La Havane
- Jacques Berlioz dans Exodus
- Henri Virlogeux dans La Bataille des Thermopyles
- Jacques Thébault dans Falstaff (voix)
- Jacques Mauclair dans Le Docteur Jivago
- Louis Arbessier dans La Bataille d'Angleterre
- Gérard Férat dans Le Miroir aux espions
- Georges Riquier dans Rollerball
- Jean Martinelli dans Jésus de Nazareth (mini-série)
- Henri Labussière dans La Folle Escapade (voix)
- Jean Davy dans Le Dragon du lac de feu
- Philippe Dumat dans Bandits, bandits
- Georges Aminel dans Greystoke, la légende de Tarzan